# Бийер (кантон)
Бийе́р (фр. Billère) — упразднённый французский кантон, находился в регионе Аквитания, департамент Атлантические Пиренеи. Входил в состав округа По.
Код INSEE кантона — 6451. В состав кантона входила коммуна Бийер.

## Население
Население кантона на 2012 год составляло 13 367 человек.
| 1962 | 1968 | 1975 | 1982   | 1990   | 1999   | 2006   | 2012   |
| ---- | ---- | ---- | ------ | ------ | ------ | ------ | ------ |
| —    | —    | —    | 13 138 | 12 570 | 13 398 | 13 241 | 13 367 |